# ロサンゼルス市長
ロサンゼルス市長（ロサンゼルスしちょう、英語: Mayor of Los Angeles）は、アメリカ合衆国カリフォルニア州のロサンゼルスにおける行政府の長である。

## 市長の一覧
| 代数 | 氏名                                        | 任期                                     | 政党   |
| ---- | ------------------------------------------- | ---------------------------------------- | ------ |
| 初   | アルフェウス・P・ホッジズ                   | 1850年7月1日 - 1851年5月7日              |        |
| 2    | ベンジャミン・デイビス・ウィルソン          | 1851年5月7日 - 1852年5月4日              |        |
| 3    | ジョン・G・ニコルズ                         | 1852年5月4日 - 1853年5月3日              | 民主党 |
| 4    | アントニオ・F・コロネル                     | 1853年5月3日 - 1854年5月4日              | 民主党 |
| 5    | スティーブン・クラーク・フォスター (2期目） | 1854年5月4日 - 1855年1月13日             | 民主党 |
|      | (空席）                                     | 1855年1月13日 - 1855年1月25日            |        |
| –    | スティーヴン・クラーク・フォスター (3期目） | 1855年1月25日 - 1855年5月9日             | 民主党 |
| 6    | トーマス・フォスター                        | 1855年5月9日 - 1856年5月7日              | 民主党 |
| –    | スティーヴン・クラーク・フォスター (4期目） | 1856年5月7日 - 1856年9月22日             | 民主党 |
| ?    | マヌエル・レケーナ (代理）                  | 1856年9月22日 - 1856年10月4日            | 共和党 |
| –    | ジョン・G・ニコルズ (2期目）                | 1856年10月4日 - 1859年5月9日             | 民主党 |
| 7    | ダミアン・マーシュソー                      | 1859年5月9日 - 1860年5月9日              | 民主党 |
| 8    | ヘンリー・メラス                            | 1860年 5月9日 - 1860年12月26日           | 民主党 |
| ?    | ウィリアム・ウッドワース (代理）            | 1860年12月26日 - 1861年1月7日            | 民主党 |
| –    | ダミアン・マーシュソー (2期目）             | 1861年1月7日 - 1865年5月6日              | 民主党 |
| 9    | ジョセ・マスカレル                          | 1865年5月5日 - 1866年5月10日             | 共和党 |
| 10   | クリストバル・アギラール                    | 1866年5月10日 - 1868年12月7日            | 民主党 |
| 11   | ジョエル・ターナー                          | 1868年12月9日 - 1870年12月9日            | 民主党 |
| –    | クリストバル・アギラール (2期目）           | 1870年12月9日 - 1872年12月5日            | 民主党 |
| 12   | ジェームズ・R・トバーマン                   | 1872年12月5日 - 1874年12月18日           | 民主党 |
| 13   | プルーデント・ボードリー                    | 1874年12月18日 - 1876年12月8日           |        |
| 14   | フレデリック・A・マクドゥガル               | 1876年12月8日 - 1878年11月16日           | 民主党 |
|      | (空席）                                     | 1878年11月16日 - 1878年11月21日          |        |
| 15   | バーナード・コーン (代理）                  | 1878年11月21日 - 1878年12月5日           | 民主党 |
| –    | ジェームズ・R・トバーマン (2期目）          | 1878年12月5日 - 1882年12月9日            |        |
| 16   | キャメロン・E・トム                         | 1882年12月9日 - 1884年12月9日            | 民主党 |
| 17   | エドワード・F・スペンス                     | 1884年12月9日 - 1886年12月14日           | 共和党 |
| 18   | ウィリアム・H・ワークマン                   | 1886年12月14日 - 1888年12月10日          | 民主党 |
| 19   | ジョン・ブライソン                          | 1888年12月10日 - 1889年2月25日           | 民主党 |
| 20   | ヘンリー・T・ハザード                       | 1889年2月25日 - 1892年12月5日            | 共和党 |
| ?    | ウィリアム・H・ボンソール (代理）           | 1892年12月5日 - 1892年12月12日           | 共和党 |
| 21   | トーマス・E ・ローワン                      | 1892年12月12日 - 1894年12月12日          | 民主党 |
| 22   | フランク・レーダー                          | 1894年12月12日 - 1896年12月16日          | 共和党 |
| 23   | メレディス・P・スナイダー                   | 1896年12月16日 - 1898年12月15日          | 民主党 |
| 24   | フレデリック・イートン                      | 1898年12月15日 - 1900年12月12日          | 共和党 |
| –    | メレディス・P・スナイダー (2期目）          | 1900年12月12日 - 1904年12月8日           | 民主党 |
| 25   | オウエン・マカリアー                        | 1904年12月8日 - 1906年12月13日           | 共和党 |
| 26   | アーサー・シプリアン・ハーパー              | 1906年12月13日 - 1909年3月11日 (辞任）   | 民主党 |
| 27   | ウィリアム・スティーヴンス (代理）          | 1909年3月15日 - 1909年3月26日            | 共和党 |
| 28   | ジョージ・アレグザンダー                    | 1909年3月26日 - 1913年7月1日             | 民主党 |
| 29   | ヘンリー・ローズ                            | 1913年7月1日 - 1915年7月1日              | 共和党 |
| 30   | チャールズ・E・セバスチャン                 | 1915年7月1日 - 1916年9月2日 (辞任）      | 民主党 |
| 31   | フレデリック・T・ウッドマン                 | 1916年9月5日 - 1919年7月1日              | 共和党 |
| –    | メレディス・P・スナイダー (3期目）          | 1919年7月1日 - 1921年7月1日              | 民主党 |
| 32   | ジョージ・E・クライヤー                     | 1921年7月1日 - 1929年7月1日              | 共和党 |
| 33   | ジョン・クリントン・ポーター                | 1929年7月1日 - 1933年7月1日              | 民主党 |
| 34   | フランク・L・ショー                         | 1933年7月1日 - 1938年9月26日 (リコール） |        |
| 35   | フレッチャー・ボウロン                      | 1938年9月26日 - 1953年7月1日             | 共和党 |
| 36   | ノリス・ポールソン                          | 1953年7月1日 - 1961年7月1日              | 共和党 |
| 37   | サム・ヨーティー                            | 1961年7月1日 - 1973年7月1日              | 民主党 |
| 38   | トーマス・ブラッドリー                      | 1973年7月1日 - 1993年7月1日              | 民主党 |
| 39   | リチャード・リオーダン                      | 1993年7月1日 - 2001年7月1日              | 共和党 |
| 40   | ジェームズ・ハーン                          | 2001年7月1日 - 2005年7月1日              | 民主党 |
| 41   | アントニオ ・ビラレイゴウサ                 | 2005年7月1日 - 2013年7月1日              | 民主党 |
| 42   | エリック・ガーセッティ                      | 2013年7月1日 - 2022年12月11日            | 民主党 |
| 43   | カレン・バス                                | 2022年12月11日 - 現在                    | 民主党 |